# تپه استخر کرم ابریشم
تپه استخر کرم ابریشم در شهرستان پاسارگاد، بخش مرکزی، دهستان کمین، روستای علی‌آباد، جنب استخر مرکز پرورش کرم ابریشیم واقع شده و این اثر در تاریخ ۲۶ اسفند ۱۳۸۶ با شمارهٔ ثبت ۲۱۸۳۶ به‌عنوان یکی از آثار ملی ایران به ثبت رسیده است.